# AnyDesk
AnyDesk是一款由德國公司AnyDesk Software GmbH推出的远程桌面软件，用戶可以通過该软件远程控制计算机，同時還能與被控制的計算機之間進行文件傳輸。
2014年，AnyDesk Software GmbH在德国斯图加特成立，目前在美国和中国都設有分公司。2018年5月，AnyDesk在A轮融资中獲得由EQT Ventures領投的650万欧元资金投資。

## 另見
- VNC

## 外部鏈接
- 官方网站